# Fédération Béninoise de Bodybuilding et Fitness
Die Fédération Béninoise de Bodybuilding et Fitness (kurz FBBF, deutsch Beninischer Bodybuilding- und Fitnessverband) ist der beninische Bodybuildingverband.

## Geschichte
Der Verband wurde am 6. Juni 2020 gegründet und hat seinen Sitz in Cadjehoun im 12ème Arrondissement im  beninischen Hauptort Cotonou. Als erster Präsident agierte Bienvenu Vodounou.
Anfang Mai 2021 teilte der Verband mit, dass er Ende Juni 2021 erstmalig eine beninische Bodybuilding-Meisterschaft ausrichten wird. Die zweite Auflage, mit etwa 50 Teilnehmern, fand Ende September 2022 statt und die dritte wurde auf Oktober 2023 terminiert. Gut ein halbes Jahr vor der dritten beninischen Meisterschaft teilte Verbandspräsident Vodounou mit, dass seitens des Regierung 7 Mio. CFA-Franc an Fördermitteln zum Aufbau des Verbandes zugeteilt wurden.